# Ребегань (комуна)
Ребегань, Ребегані (рум. Răbăgani) — комуна у повіті Біхор в Румунії. До складу комуни входять такі села (дані про населення за 2002 рік):
- Албешть (334 особи)
- Бретешть (149 осіб)
- Верешень (467 осіб)
- Ребегань (647 осіб) — адміністративний центр комуни
- Селіште-де-Помезеу (154 особи)
- Сеукань (547 осіб)

Комуна розташована на відстані 395 км на північний захід від Бухареста, 43 км на південний схід від Ораді, 103 км на захід від Клуж-Напоки, 134 км на північний схід від Тімішоари.

## Населення
За даними перепису населення 2002 року у комуні проживали 2298 осіб.
Національний склад населення комуни:
| Національність | Кількість осіб | Відсоток |
| -------------- | -------------- | -------- |
| румуни         | 2165           | 94,2%    |
| цигани         | 130            | 5,7%     |
| угорці         | 3              | 0,1%     |

Рідною мовою назвали:
| Мова      | Кількість осіб | Відсоток |
| --------- | -------------- | -------- |
| румунська | 2165           | 94,2%    |
| циганська | 130            | 5,7%     |
| угорська  | 3              | 0,1%     |

Склад населення комуни за віросповіданням:
| Релігія                                       | Кількість осіб | Відсоток |
| --------------------------------------------- | -------------- | -------- |
| православні                                   | 2228           | 97,0%    |
| баптисти                                      | 29             | 1,3%     |
| п'ятдесятники                                 | 28             | 1,2%     |
| греко-католики                                | 10             | 0,4%     |
| римо-католики                                 | 1              | < 0,1%   |
| реформати                                     | 1              | < 0,1%   |
| лютерани (Синодально-пресвітеріанська церква) | 1              | < 0,1%   |